# قائمة أعمال كاني ويست
أصدر مغني الراب ومنتج أمريكي ، المعروف باسم كاني ويست ، 138 أغنية فردية وأربعة أغاني فردية ترويجية وتم رسمها مع 65 أغنية أخرى.
اعتبارًا من جويلية 2022، أصبح ويست واحدًا من ضمن سبعة فنانين فقط في الولايات المتحدة حصلوا على شهادة من لهم أكثر من 100 مليون بيع لأغنية فردية رقمية من قبل جمعية صناعة التسجيلات الأمريكية، بعد أن باع 133 مليون وحدة رقمية معتمدة . إنه أعلى فنان فردي رقمي معتمد في الولايات المتحدة حيث حصلت 84 من أغانيه الفردية على البلاتينية. ،وكان قي توب 56 ثم افضل 40اغنية ، و 18 الى ان وصل الى (توب تان ) أفضل 10 اغاني ، و صل لتوب فور افضل 4 اغاني.

## روابط خارجية
- قائمة أعمال كاني ويست على أول ميوزيك
- Kanye West discography at Discogs
- قائمة أعمال كاني ويست ديسكغرفي في ميوزك برينز